# Ninox novaeseelandiae
Coruja-gavião-maori ou mocho-maori (Ninox novaeseelandiae) é uma espécie de ave estrigiforme pertencente à família Strigidae.